# Sphenomorphus helenae
Sphenomorphus helenae — вид сцинкоподібних ящірок родини сцинкових (Scincidae). Ендемік Таїланду. Вид названий на честь американської герпетологині Хелен Томпсон Гейдж.

## Поширення і екологія
Sphenomorphus helenae відомі за типовим зразком, зібраним в околицях міста Нонтхабурі.